# الحرب السوفيتية في أفغانستان
الحرب السوفيتية في أفغانستان (الروسية: Советская война в Афганистане) (بالبشتوية:د أفغانستان جگړه) (بالفارسية: جنگ شوروی در أفغانستان) أو التدخل السوفيتي في أفغانستان هو اسم يطلق على حرب دامت عشرة سنوات، كان الهدف السوفيتي منها دعم الحكومة الأفغانية الصديقة للاتحاد السوفيتي، والتي كانت تعاني من هجمات الثوار المعارضين للسوفيت، أدخل السوفيت الجيش الأربعين في 25 ديسمبر 1979. وانسحبت القوات السوفيتية من البلاد بين 15 مايو 1988 و2 فبراير 1989. وأعلن الاتحاد السوفيتي انسحاب كافّة قواته بشكل رسمي من أفغانستان في 15 فبراير 1989.
تم دعم المجاهدين الأفغان بشكل أساسي من قبل الولايات المتحدة والمملكة المتحدة والصين وباكستان وإيران والمملكة العربية السعودية. كان الصراع حربًا باردة بالوكالة. قُتل ما بين 562،000 و2،000،000 أفغاني وفر ملايين آخرون من البلاد كلاجئين، معظمهم إلى باكستان وإيران. ما بين 6.5٪ - 11.5٪ من سكان أفغانستان عام 1979، البالغ عددهم 13.5 مليون نسمة، قُتلوا في الصراع. تسببت الحرب في دمار خطير في أفغانستان، وقد استشهد بها العلماء أيضًا كعامل مساهم في تفكك الاتحاد السوفيتي ونهاية الحرب الباردة حيث هُزم من قبل ميليشيات مسلحة وتم تقويض صورة الجيش الأحمر على أنه لا يقهر.
وضعت ثورة ساور أسس الصراع ، وهو انقلاب عام 1978 الذي استولى فيه حزب الشعب الديمقراطي الأفغاني على السلطة، وبدأ سلسلة من التحديث الجذري وإصلاحات الأراضي في جميع أنحاء البلاد. كانت هذه الإصلاحات لا تحظى بشعبية كبيرة بين سكان الريف الأكثر تقليدية وهياكل السلطة الراسخة. الطبيعة القمعية لـ «الجمهورية الديمقراطية»، التي قمعت بقوة المعارضة وأعدمت آلاف السجناء السياسيين، أدت إلى ظهور الجماعات الإسلامية المسلحة المناهضة للحكومة. بحلول أبريل 1979، كانت أجزاء كبيرة من البلاد في حالة تمرد مفتوح.
شهد الحزب الشيوعي نفسه منافسات داخلية عميقة بين الخالقيين والبارشاميين . في سبتمبر 1979، اغتيل الأمين العام لحزب الشعب الديمقراطي نور محمد تراكي بناءً على أوامر من الرجل الثاني في القيادة ، حفيظ الله أمين ، الذي أدت أفعاله إلى توتر علاقات أفغانستان مع الاتحاد السوفيتي. مع تزايد المخاوف من أن أمين كان يخطط لتغيير ولائه للولايات المتحدة، قررت الحكومة السوفيتية ، بقيادة القائد ليونيد بريجنيف ، نشر الجيش الأربعين عبر الحدود في 24 ديسمبر 1979. عند وصولهم إلى العاصمة كابول ، قاموا بانقلاب ( عملية العاصفة 333 ) ، مما أسفر عن مقتل الأمين العام أمين وتثبيت الموالي السوفيتي بابراك كرمال من فصيل بارشام المنافس . الغزو السوفيتي كان قائمًا على عقيدة بريجنيف .
في يناير 1980 تبنى وزراء خارجية 34 دولة في منظمة التعاون الإسلامي قرارًا يطالب "بالانسحاب الفوري والعاجل وغير المشروط للقوات السوفيتية" من أفغانستان. أصدرت الجمعية العامة للأمم المتحدة قرارًا يحتج على التدخل السوفيتي بأغلبية 104 (لصالح) مقابل 18 (ضد) ، مع امتناع 18 عن التصويت وغياب 12 عضوًا في الجمعية المكونة من 152 دولة أو عدم مشاركتهم في التصويت. فقط الحلفاء السوفيت أنغولا وألمانيا الشرقية وفيتنام ، إلى جانب الهند ، دعموا التدخل. بدأ المتمردون الأفغان في تلقي كميات هائلة من الدعم من خلال المساعدات والتمويل والتدريب العسكري في باكستان المجاورة بمساعدة كبيرة من الولايات المتحدة والمملكة المتحدة. كما تم تمويلهم بشكل كبير من قبل الصين والأنظمة الملكية العربية في الخليج العربي . كما هو موثق من قبل أرشيف الأمن القومي ، " لعبت وكالة المخابرات المركزية (CIA) دورًا مهمًا في تأكيد النفوذ الأمريكي في أفغانستان من خلال تمويل العمليات العسكرية المصممة لإحباط الغزو السوفيتي لذلك البلد. عمل سري لوكالة المخابرات المركزية من خلال أجهزة المخابرات الباكستانية للوصول إلى الجماعات الأفغانية المتمردة التضاريس الوعرة والجبلية في الريف ملايين الألغام الأرضية.
فرض المجتمع الدولي العديد من العقوبات والحظر على الاتحاد السوفيتي، وقادت الولايات المتحدة مقاطعة الألعاب الأولمبية الصيفية لعام 1980 التي أقيمت في موسكو. أدت المقاطعة والعقوبات إلى تفاقم توترات الحرب الباردة وأثارت غضب الحكومة السوفيتية ، التي قادت فيما بعد مقاطعة انتقامية لدورة الألعاب الأولمبية عام 1984 التي أقيمت في لوس أنجلوس. خطط السوفيت في البداية لتأمين المدن والطرق ، وتحقيق الاستقرار في الحكومة تحت قيادة الزعيم الجديد كرمل ، والانسحاب في غضون ستة أشهر أو عام. لكنهم قوبلوا بمقاومة شرسة من حرب العصابات وواجهوا صعوبات على الأراضي الأفغانية القاسية الباردة ، مما أدى إلى وقوعهم في حرب دموية استمرت تسع سنوات. بحلول منتصف الثمانينيات ، ازدادت الكتيبة السوفيتية إلى 108.800 وزاد القتال ، لكن التكلفة العسكرية والدبلوماسية للحرب على الاتحاد السوفيتي كانت باهظة. بحلول منتصف عام 1987 ، أعلن الاتحاد السوفيتي ، تحت قيادة الزعيم الإصلاحي الأمين العام ميخائيل جورباتشوف، أنه سيبدأ في سحب قواته بعد اجتماعات مع الحكومة الأفغانية. بدأ الانسحاب النهائي للقوات في 15 مايو 1988 ، وانتهى في 15 فبراير 1989 ، تاركًا القوات الحكومية وحدها في المعركة ضد المتمردين ، والتي استمرت حتى عام 1992 ، عندما انهارت الحكومة السابقة المدعومة من الاتحاد السوفيتي. نظرًا لطولها ، تمت الإشارة إليها أحيانًا باسم «الاتحاد السوفيتي حرب فيتنام»أو«مصيدة الدب»من قبل وسائل الإعلام الغربية. يُعتقد أن فشل السوفيت في الحرب عاملاً مساهماً في سقوط الاتحاد السوفيتي . لقد تركت إرثًا مختلطًا في الاتحاد السوفيتي وأفغانستان. في حربها في أفغانستان في عام 2001.

## خلفية تاريخية
أفغانستان، مفترق الطرق في وسط آسيا، لها تاريخ طويل في الصراع العسكري. ففي القرن الرابع قبل الميلاد دخل الإسكندر الأكبر المنطقة، والتي كانت في ذلك الحين جزءا من الإمبراطورية الفارسية، للسيطرة على بكتريا (اليوم بلخ)، والسيطرات اللاحقة من قبل شعب سيثيا والأتراك في القرون اللاحقة. وعام 642 للميلاد، سيطر العرب المسلمون على المنطقة بالكامل مدخلين الإسلام للمنطقة.
تعتبر أفغانستان من أكثر دول العالم وعورة، بجبالها الوعرة وطبيعة أرضها الصحراوية، وتركيبتها الإثنية التي يشكل البشتون أكبر مجموعاتها العرقية، ترافقها مجموعات الطاجيك، الهازار، الأيماك، الأوزبك والتركمان ومجموعات أخرى صغيرة، بيئة يصعب التعامل معها.

### الاهتمام الروسي بآسيا الوسطى
في القرن التاسع عشر ، كانت الإمبراطورية البريطانية تخشى أن تغزو الإمبراطورية الروسية أفغانستان وتستخدمها لتهديد الحيازات البريطانية الكبيرة في الهند. سمي هذا التنافس الإقليمي «اللعبة الكبرى». في عام 1885، استولت القوات الروسية على واحة متنازع عليها جنوب نهر أوكسوس من القوات الأفغانية، والتي أصبحت تعرف باسم حادثة بانجدة وهددت بالحرب. تمت الموافقة على الحدود من قبل لجنة الحدود الأفغانية الأنجلو-روسية المشتركة بين عامي 1885 و1887. استمر الاهتمام الروسي بالمنطقة خلال الحقبة السوفيتية، حيث تم إرسال المليارات من المساعدات الاقتصادية والعسكرية إلى أفغانستان بين عامي 1955 و1978.
بعد صعود أمان الله خان إلى العرش في عام 1919 والحرب الأنغلو-أفغانية الثالثة اللاحقة ، أقر البريطانيون باستقلال أفغانستان الكامل. كتب الملك أمان الله بعد ذلك إلى موسكو (الآن تحت سيطرة البلاشفة ) راغبًا في إقامة علاقات ودية دائمة. رد فلاديمير لينين بتهنئة الأفغان على دفاعهم ضد البريطانيين ، وتم الانتهاء من معاهدة صداقة بين أفغانستان والاتحاد السوفيتي في عام 1921. ورأى السوفيت أن هناك احتمالات في تحالف مع أفغانستان ضد المملكة المتحدة ، مثل استخدامها قاعدة للتقدم الثوري نحو الهند التي تسيطر عليها بريطانيا .
تدخل الجيش الأحمر في أفغانستان ضد حركة البسماتشي في عامي 1929 و 1930 لدعم الملك المخلوع أمان الله ، كجزء من الحرب الأهلية الأفغانية (1928-1929) .  نشأت حركة البسماتشي في ثورة إسلامية عام 1916 ضد التجنيد الإجباري الروسي خلال الحرب العالمية الأولى ، بدعم من الجنرال التركي المنفي أنور باشا خلال الحرب الأهلية الروسية . عزز الجيش الأحمر آسيا الوسطى في عملية انتشار (120.000-160.000) تشبه ذروة قوة التدخل السوفيتي في أفغانستان من حيث الحجم. وبحلول 1926-1928 هُزم البسماتشيون في الغالب من قبل السوفيت ودمجت آسيا الوسطى في الاتحاد السوفيتي.  في عام 1929 ، ظهر تمرد البسماتي مجددًا ، المرتبط بأعمال شغب مناهضة للجماعة ،  بينما عبر البسماتشي إلى أفغانستان تحت قيادة إبراهيم بيك ، والتي كانت ذريعة لعمليات الجيش الأحمر في عامي 1929 و 1930.

#### العلاقات السوفيتية الأفغانية بعد عشرينيات القرن الماضي
كان الاتحاد السوفيتي (اتحاد الجمهوريات الاشتراكية السوفيتية) وسيطًا رئيسيًا للقوة وموجهًا مؤثرًا في السياسة الأفغانية ، حيث تراوحت مشاركته من البنية التحتية المدنية العسكرية إلى المجتمع الأفغاني.  منذ عام 1947 ، كانت أفغانستان تحت تأثير الحكومة السوفيتية وتلقت كميات كبيرة من المساعدات والمساعدات الاقتصادية والتدريب على المعدات العسكرية والمعدات العسكرية من الاتحاد السوفيتي. تم تقديم المساعدة والمساعدات الاقتصادية لأفغانستان منذ عام 1919 ، بعد الثورة الروسية بفترة وجيزة وعندما كان النظام يواجه الحرب الأهلية الروسية . تم توفير الأحكام في شكل أسلحة صغيرة وذخيرة وعدد قليل من الطائرات و (وفقًا لمصادر سوفيتية تمت مناقشتها) مليون ذهبروبل لدعم المقاومة خلال الحرب الأنغلو-أفغانية الثالثة في عام 1919. في عام 1942 ، تحرك الاتحاد السوفيتي مرة أخرى لتقوية القوات المسلحة الأفغانية من خلال توفير الأسلحة الصغيرة والطائرات ، وإنشاء مراكز تدريب في طشقند ( جمهورية أوزبكستان الاشتراكية السوفيتية ). بدأ التعاون العسكري السوفيتي الأفغاني على أساس منتظم في عام 1956 ، وتم إبرام المزيد من الاتفاقيات في السبعينيات ، والتي شهدت إرسال الاتحاد السوفيتي للمستشارين والمتخصصين. كان للسوفيت أيضًا مصالح في موارد الطاقة في أفغانستان ، بما في ذلك استكشاف النفط والغاز الطبيعي من الخمسينيات والستينيات.  بدأ الاتحاد السوفيتي في استيراد الغاز الأفغاني من عام 1968 فصاعدًا.

### تقسيم الهند
المقال الرئيسي: تقسيم الهند
في القرن التاسع عشر ، مع اقتراب القوات الروسية القيصرية من جبال بامير ، بالقرب من الحدود مع الهند البريطانية، تم إرسال الموظف المدني مورتيمر دوراند لرسم حدود ، على الأرجح من أجل السيطرة على ممر خيبر . أسفر ترسيم المنطقة الجبلية عن اتفاقية تم توقيعها مع الأمير الأفغاني عبد الرحمن خان في عام 1893. وأصبحت تعرف باسم خط دوراند.
في عام 1947 ، رفض رئيس وزراء مملكة أفغانستان محمد داود خان ، خط دوراند ، الذي تم قبوله كحدود دولية من قبل الحكومات الأفغانية المتعاقبة لأكثر من نصف قرن.  انتهى عهد الراج البريطاني أيضًا ، وتم تقسيم الهند البريطانية إلى جمهوريتين تم تشكيلهما حديثًا هما الهند وباكستان ، التي ورثت خط دوراند كحدود لها مع أفغانستان. في ظل نظام داود خان ، كان لأفغانستان علاقات عدائية مع كل من باكستان وإيران. مثل جميع الحكام الأفغان السابقين منذ عام 1901 ، أراد داود خان أيضًا محاكاة الأمير عبد الرحمن خان وتوحيد بلاده المنقسمة. للقيام بذلك ، كان بحاجة إلى قضية شعبية لتوحيد الشعب الأفغاني المنقسم على أسس قبلية ، وجيش أفغاني حديث مجهز جيدًا يستخدم لقمع أي شخص يعارض الحكومة الأفغانية. كانت سياسته في البشتونستان تتمثل في ضم مناطق الباشتون في باكستان ، واستخدم هذه السياسة لمصلحته الخاصة.
تسببت سياسة داود خان الخارجية الوحدوية لإعادة توحيد وطن البشتون في الكثير من التوتر مع باكستان، الدولة التي تحالفت مع الولايات المتحدة.  أثارت هذه السياسة أيضًا غضب السكان غير البشتونيين في أفغانستان ،  وبالمثل، فإن السكان البشتون في باكستان لم يكونوا مهتمين بضم مناطقهم إلى أفغانستان.  في عام 1951، حثت وزارة الخارجية الأمريكية أفغانستان على التخلي عن مطالبتها ضد باكستان وقبول خط دوراند.

## انقلاب إبريل 1978
ورث محمد ظاهر شاه العرش وحكم بين الأعوام 1933 و1973. وتقلد ابن عمه محمد داود خان منصب رئيس الوزراء من عام 1953 حتى عام 1963. في تلك الفترة إزدادت شعبية الحزب الماركسي - حزب الشعب الديمقراطي الأفغاني - وفي عام 1967، إنشق الحزب إلى قسمين متنافسين، خلق (الجموع) بقيادة نور محمد تراقي وحفيظ الله أمين، وبرشم (البيرق) بقيادة بابراك كارمل.
وصل رئيس الوزراء السابق محمد داود خان السلطة بانقلاب عسكري تم دون سفك دماء تقريبا في 17 يوليو 1973 من خلال إتهامات بالفساد السياسي والأوضاع الاقتصادية السيئة. وبذلك وضع داود حدا للحكم الملكي ولكن محاولاته للإصلاح الاقتصادي والاجتماعي باءت بالفشل. الخلافات الشديدة مع أقسام حزب الشعب الديمقراطي الأفغاني طفت بفعل القمع الذي مارسه نظام محمد داود خان. وقام الحزب بإعادة توحيد صفوفه بهدف وضع حد لحكم داود وفي 27 أبريل 1978 قام الحزب بإزاحة وإعدام محمد داود مع أفراد من عائلته، وأصبح نور محمد تراقي السكرتير العام لحزب الشعب الديمقراطي الأفغاني رئيسا للمجلس الثوري ورئيس للوزراء لجمهورية أفغانستان الديمقراطية حديثة التأسيس.

## الحكومة الماركسية
خلال الأشهر ال18 الأولى من الحكم، قام حزب الشعب الديمقراطي الأفغاني بتطبيق برنامج ماركسي الأسلوب في الإصلاح. وصدرت مراسيم طالبت بتعديلات في عادات الزواج وإصلاح الأراضي لم تلق إعجابًا من قبل السكان المنغمسين في التقاليد، وشديدي الارتباط بالإسلام. فاضطهد آلاف من النخبة التقليدية، المؤسسات الدينية والطبقة المثقفة. وفي ضمن حزب الشعب الديمقراطي الأفغاني، أدت الخلافات إلى النفي، الإزاحة والإعدام.
بحلول صيف 1978 بدأت ثورة في منطقة نورستان شرق أفغانستان وانتشرت الحرب الأهلية في أنحاء البلاد. وفي سبتمبر 1979، وصل نائب رئيس الوزراء حفظ الله أمين السلطة بعد إطلاق نار في القصر أدى إلى مقتل رئيس الوزراء تاراكي. وخلال شهرين من عدم الاستقرار غمرت حكومة أمين حيث تحرك ضد معارضيه في الحزب كما وقف ضد الثورة المتنامية.
كتب مدير وكالة المخابرات المركزية السابق روبرت غيتس في مذكراته المعنونة "من الظلال"، أن المخابرات الأمريكية بدأت بمساعدة الحركات المعارضة في أفغانستان قبل 6 أشهر من التدخل السوفيتي. وفي 3 يوليو 1979، وقع الرئيس الأمريكي جيمي كارتر توجيها يخول لوكالة المخابرات المركزية الأمريكية القيام بحملات دعائية لأجل «تحويل» موقف الناس من الحكومة الثورية. أدت هذه المعلومات إلى تجدد النقاش حول كيفية بدء الحرب. فمؤيدو التدخل الأمريكي يدعون أن نوايا الاتحاد السوفيتي بالسيطرة على أفغانستان كانت واضحة، مستشهدين بنظام بريجينيف الدكتاتوري. بينما يؤكد المعارضون أن الولايات المتحدة الأمريكية أعطت الاتحاد السوفيتي بشكل متعمد حجة حرب لجرهم في صراع لا يمكنهم ربحه، وذلك على حساب أفغانستان.
بل أكثر من ذلك، كانت العلاقات الدبلوماسية الأفغانية السوفيتيية جيدة ومريحة. قبل التدخل السوفيتي كان بحدود 400 مستشار عسكري سوفيتي قد أرسلوا إلى أفغانستان في مايو 1978. وفي 7 يوليو 1979، أرسل الاتحاد السوفيتي كتيبة مجوقلة مع طواقمها في استجابة لطلب من الحكومة الأفغانية. وطلبات لاحقة من الحكومة الأفغانية تعلقت بشكل أوسع بأفواج بدل طواقم منفردة. وبوضع أفغانستان المريع حيث كانت الهجوم من قبل ثوار مدعومين خارجيا، فإن الاتحاد السوفيتي تدخل بقوات الجيش 40 ردا على طلب سابق من الحكومة الأفغانية. والجيش 40 هذا تكون من وحدتين من البنادق الرشاشة بعربيات، وحدة مجوقلة، وحدة هجوم وفوجين من القوات بآليات ذات مدافع رشاشة.

## التدخل السوفيتي

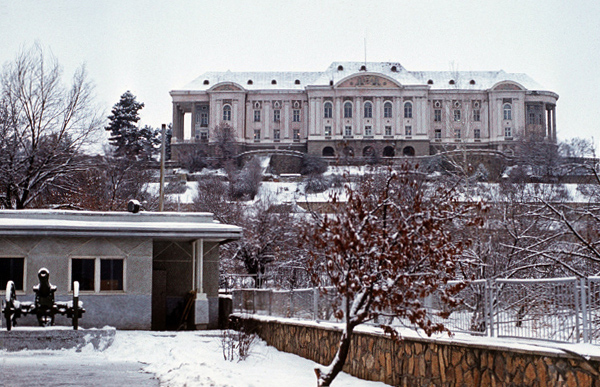
مقر القيادة العامة للجيش السوفيتي الأربعين في كابول ،1987. كانت قبل الاجتياح قلعة تاجبك، حيث قتل أمين. بعدسة ميخائيل إيستافسيف

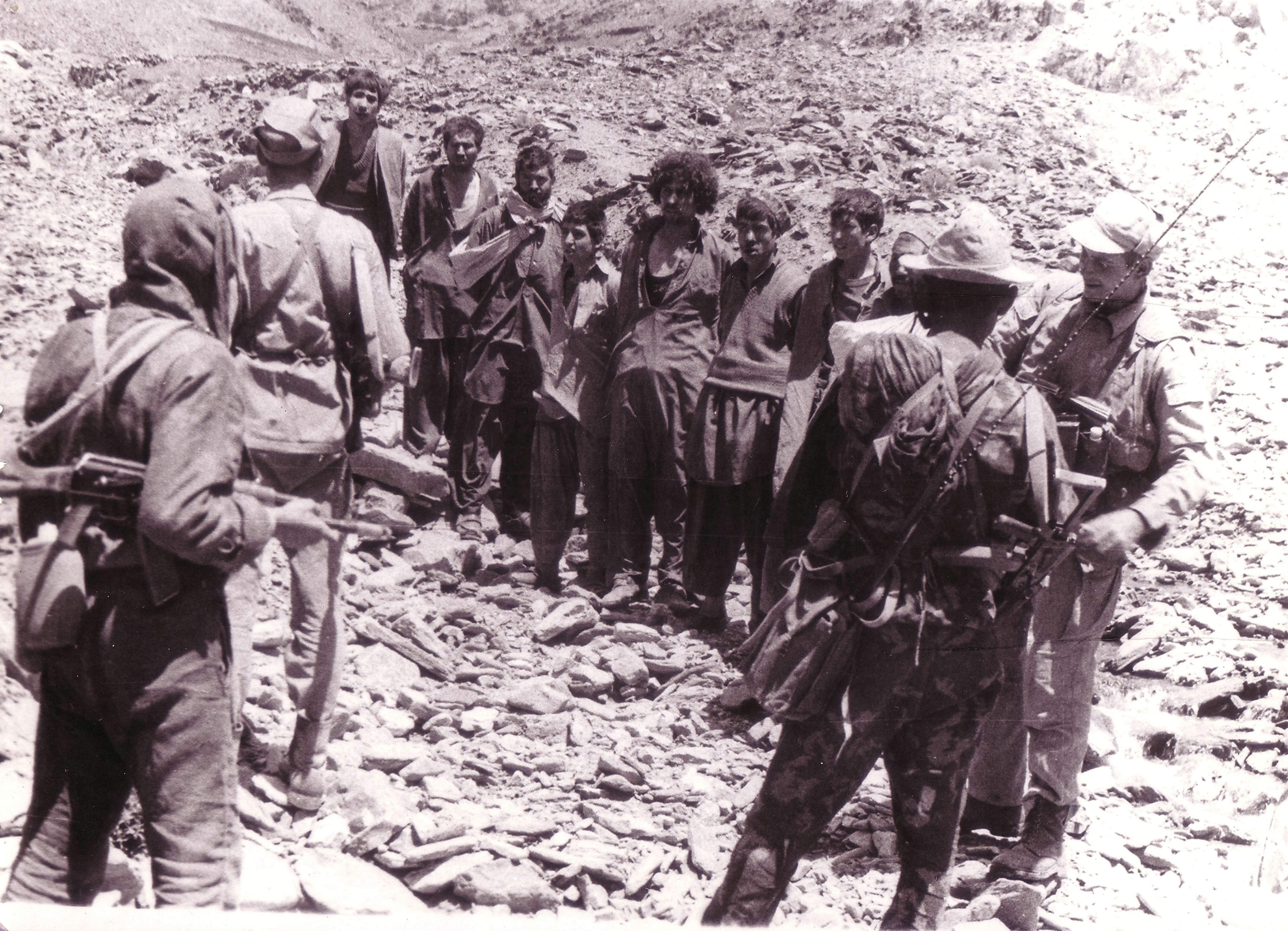
القوات السوفيتية في أفغانستان بعد أسر بعض المجاهدين.

في ديسمبر 1978، وقعت موسكو معاهدة صداقة وتعاون ثنائية مع أفغانستان تسمح بالتدخل السوفيتي في حال طلب أفغانستان ذلك. ازدادت المساعدات العسكرية السوفيتية وأصبح حكومة أمين معتمدة أكثر فأكثر على العتاد والمستشارين العسكريين السوفيت. ولكن في شهر أكتوبر 1979 فترت العلاقة بين أفغانستان والاتحاد السوفيتي عندما تجاهل أمين النصائح السوفيتية بجعل حكومته أكثر استقرارا.

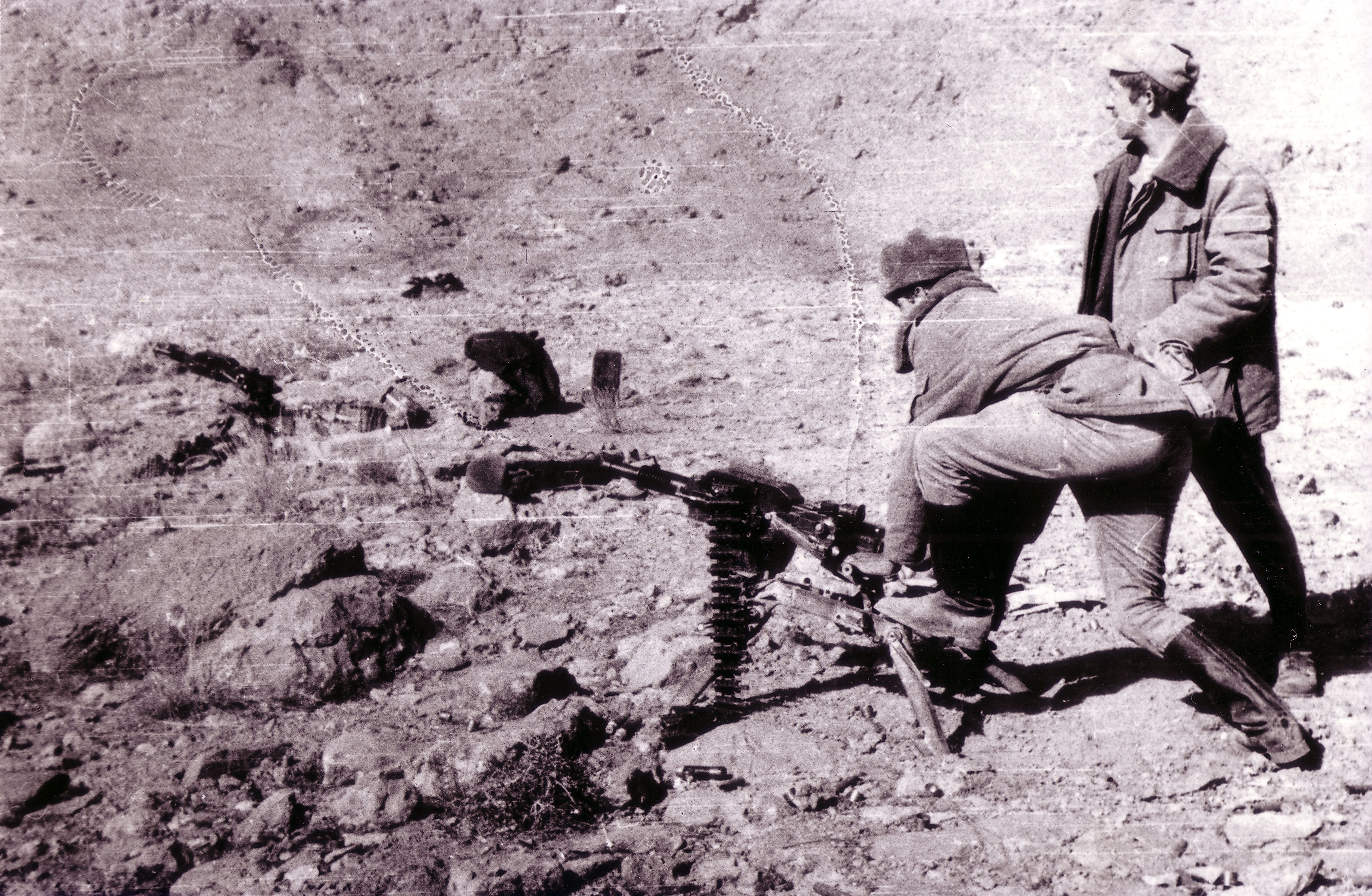
الجنود السوفيت يقومون بالتدريب.

تحرش المقاتلون الإسلاميون في المناطق الجبلية بالجيش الأفغاني إلى درجة أن حكومة حفظ الله أمين توجهت إلى الاتحاد السوفيتي بطلب بزيادة حجم الدعم. قرر الاتحاد السوفيتي تقديم هذا الدعم للحفاظ على الحكومة الثورية، ولكن شعرت بأن أمين كقائد أفغاني ليس قادرا على القيام بهذا الدور. شعر القادة السوفيت بناء على معلومات قدمتها المخابرات السوفيتية (كي جي بي) بأن أمين يضعضع الموقف في أفغانستان. وآخر الأطروحات للتخلص من أمين كانت معلومات تم الحصول عليها من عملاء الكي جي بي في كابول، تلخصت في أن ما يفترض بأنهم حارسين من حراس أمين قتلا الرئيس السابق نور محمد تراكي بمخدة، وأن الشكوك تدور حول كون أمين عميلا لوكالة الاستخبارات الأمريكية (السي آي إيه). ولكن كان هناك شكوك في صفوف المستشارين العسكريين السوفيت للجيش الأفغاني، فمثلا ادعى الجنرال فاسيلي زابلاتين، والذي كان مستشارا سياسيا في ذلك الوقت، أن أربعة من وزراء تاراكي كانوا وراء عدم الاستقرار. كما أن طرحا قويا آخر يعارض كون أمين عميلا للمخابرات الأمريكية هو أنه دائما وأبدا أظهر وبشكل رسمي صداقة وتقرب من الاتحاد السوفيتي. وحتى بعد موت أمين وإثنين من أبناءه، قالت زوجته أنها وابنتيها وإبنها أرادت الذهاب إلى الاتحاد السوفيتي، لأن زوجها كان صديقا للاتحاد السوفيتي. وتوجهت لاحقا إلى الاتحاد السوفيتي لتعيش هناك، ولكن زابلاتين لم يؤكد ذلك بشكل كافي.
في 22 ديسمبر، أشار مستشارو القوات المسلحة الأفغانية السوفيت على القوات المسلحة الأفغانية بالعمل على صيانة الدبابات وأشكال أخرى من العتاد الحرج والمهم. وفي تلك الأثناء انقطعت شبكة الاتصالات إلى المناطق خارج كابول، عازلة بذلك العاصمة. وبوضع أمنى متدهور، انضمت أعداد كبيرة من القوات السوفيتية المجوقلة للقوات المتمركزة على الأرض وبدأت بالهبوط في كابول. وفي ذات الوقت نقل أمين مكاتب الرئاسة إلى قصر تاجبك، معتقدا أن ذلك سيكون أكثر أمنا من المخاطر المحتملة.
في 27 ديسمبر 1979، قام 700 بينهم 54 عميل كي جي بي من القوات الخاصة من مجموعة ألفا وزينيث، مرتدين اللباس الأفغاني الموحد باحتلال الأبنية الحكومية والعسكرية والإذاعية الرئيسية في العاصمة كابول، بما فيها هدفهم الرئيسي- قصر تاجبك الرئاسي، حيث تخلصوا من الرئيس حفظ الله أمين. بدأت تلك العملية الساعة السابعة مساء، عندما قام أفراد القوات الخاصة السوفيتية من المجموعة زينيث بتفجير مقسم الاتصالات الرئيسي في كابول، شالين بذلك القيادة العسكرية الأفغانية. وفي الساعة السابعة والربع، بدأت المعركة في قلعة تاجبك واستمرت لمدة 45 دقيقة، وفي ذات الوقت تم احتلال مواقع أخرى (وزارة الداخلية مثلا، الساعة السابعة والربع)، وتم الانتهاء من العملية كلية بصباح 28 ديسمبر. وأعلنت القيادة العسكرية في ترمز على راديو كابول بأنه جرى تحرير أفغانستان من حكم أمين.
ووفقا للمكتب السياسي السوفيتي، كان السوفيت يطبقون معاهدة الصداقة، التعاون وحسن الجوار لعام 1978 التي وقعها الرئيس السابق تاراكي. اعتقد السوفيت بأن إزاحة أمين ستنهي الصراع الداخلي على القوة ضمن حزب الشعب الديمقراطي الأفغاني ويقلص من السخط الأفغاني.
قال السوفيت أن إعدام حفظ الله أمين تم على يد اللجنة الثورية المركزية الأفغانية. واختارت تلك اللجنة بعدها النائب السابق لرئيس الحكومةبابراك كارمال، والذي كان اختياره للموقع الغير مهم نسبيا كقنصل في تشيكوسلوفاكيا بعد سيطرة خلق على السلطة.
دخلت القوات الأرضية العسكرية أفغانستان من الشمال في 27 ديسمبر. وفي الصباح، هبطت كتيبة فايتبسك المظلية في مطار في باجرام وكان الاجتياح السوفيتي لأفغانستان جاري على قدم وساق.
بشكل عام، رفض بريجينيف 18 طلب رسمي للمساعدة العسكرية من الحكومة الأفغانية قبل الأمر بالتدخل السوفيتي الفعلي في أفغانستان. وبشكل قانوني، لم تكن العملية احتلالا، وادعى الاتحاد السوفيتي أن التسمية كانت نتيجة للدعاية الأمريكية المضادة للسوفيت.

## الاحتلال السوفيتي لأفغانستان

### العمليات السوفيتية

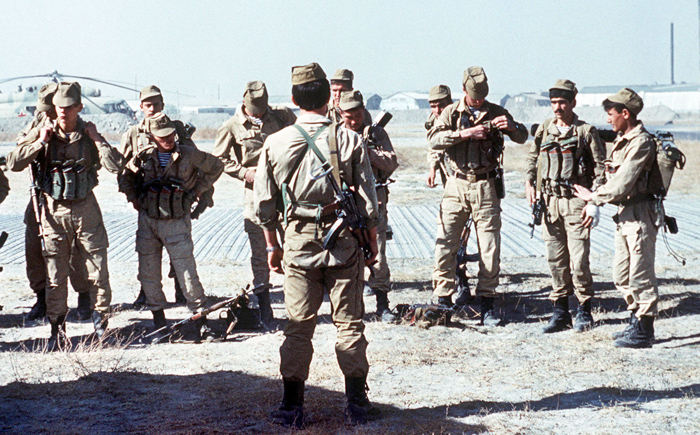
قوات العمليات الخاصة السوفيتيية تتحضر لعملية في أفغانستان، 1988.
بعدسة ميخائيل إيسفافيف

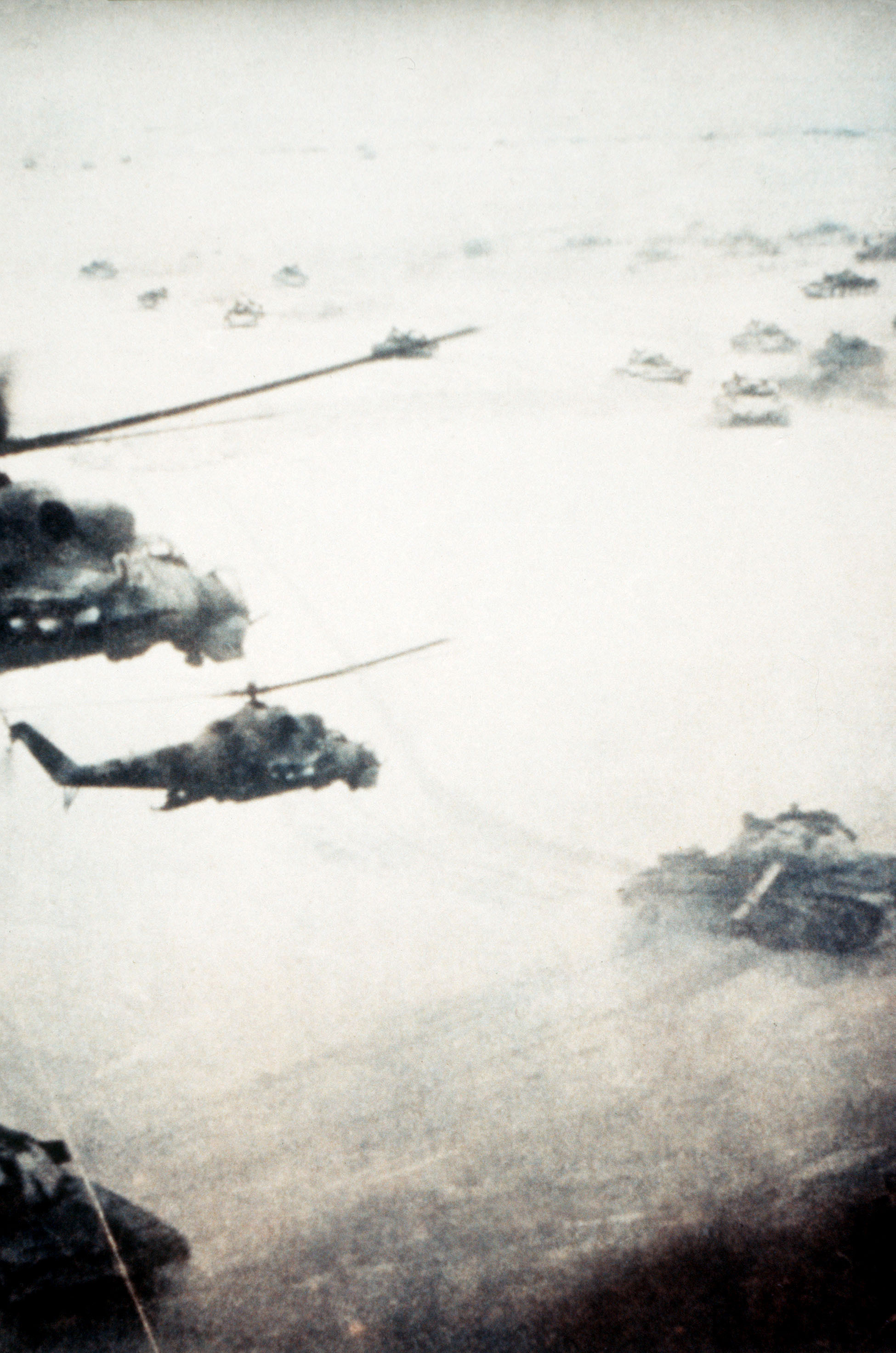
القوات البرية السوفيتية أثناء قيامها بعملية هجومية ضد المجاهدين الأفغان مدعومة بطائرات هليكوبتر من طراز Mi-24 ودبابات T-62، عام 1984م.

بعد التدخل السوفيتي، لم تستطع القوات السوفيتية بسط سلطتها خارج كابول. وظل حوالي 80% من مناطق البلاد خارج السيطرة الفعلية لسلطة الحكومة. وتم توسيع المهمة الأولى المتمثلة بحماية المدن والمنشآت لتشمل محاربة قوات المسلحين المعارضة للشيوعية، ولذلك تم توظيف جنود الاحتياط السوفيت بشكل أساسي.
أشارت التقارير العسكرية الأولى إلى الصعوبات التي واجهت السوفيت أثناء القتال في المناطق الجبلية. فالجيش السوفيتي لم يكن معتادا على ذلك الشكل من القتال، لم يحظ بتدريب لمواجهة حرب غير نظامية وحرب عصابات، وكانت آلياتهم العسكرية وخاصة السيارات المصفحة والدبابات ليست ذات كفاءة في كثير من الأحيان، وعرضة للهجمات في البيئة الجبلية. وتم استخدام المدفعية الثقيلة بشكل مكثف أثناء قتال قوات الثوار.
استخدم السوفيت المروحيات (من ضمنها ميل مي-24) كقوة الهجوم الجوي الرئيسية، مدعومة بالمقاتلات المتعددة المهام وقاذفات القنابل والطائرات الهجومية، القوات الأرضية والقوات الخاصة. وفي بعض المناطق استخدم السوفيت أسلوب الأرض المحروقة مدمرين القرى، البيوت، المحاصيل والماشية، إلخ.
ارتفع صوت الاستنكار الدولي بسبب القتل المزعوم للمدنيين في أي منطقة كان يشك بوجود المجاهدين فيها. كانت العمليات للقبض على تشكيلات الثوار تمنى بالفشل عادة وكان من الضروري تكرارها في ذات المنطقة أكثر من مرة وذلك لأن الثوار كان بإمكانهم العودة إلى مخابئهم في الجبال وإلى قراهم بينما يعود السوفيت لقواعدهم.
كان فشل السوفيت في الخروج من المأزق العسكري والحصول على الدعم والنصرة من شريحة عريضة من الأفغان، أو إعادة بناء الجيش الأفغاني، اضطرهم لزيادة التدخل المباشر لقواتهم لقتال الثوار. ووجد الجنود السوفيت أنفسهم يحاربون المدنيين بسبب التكتيك المراوغ للثوار.

### رد الفعل الدولي
أشار الرئيس الأمريكي جيمي كارتر أن التوغل السوفيتي كان «أكثر التهديدات جدية للسلام العالمي منذ الحرب العالمية الثانية» كما فرض كارتر لاحقا حظرا على تصدير السلع كالحبوب والتكنولوجيا المتقدمة إلى الاتحاد السوفيتي من الولايات الأمريكية. أدى التوتر المتزايد بالإضافة إلى الانزعاج في الغرب من وجود أعداد كبيرة من القوات السوفيتية قريبة من مناطق غنية بالنفط في الخليج وصل وبسرعة لاتخاذ موقف العداء.

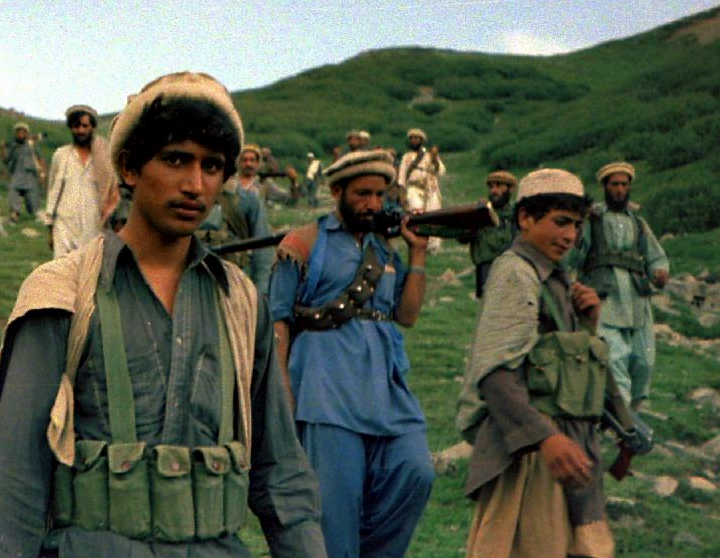
المجاهدين الأفغان العرب خلال فترة الثمانينات.

كان رد الفعل الدولي قويا، متراوحا بين تحذيرات شتيرن ومقاطعة الألعاب الأولمبية لصيف 1980 في موسكو.وقد شارك التدخل السوفيتي بالإضافة إلى أحداث أخرى كالثورة الإسلامية في إيران وأزمة الرهائن الأمريكيين التي رافقتها، الحرب الإيرانية العراقية، الاجتياح الإسرائيلي للبنان عام 1982 التوتر المتصاعد بين الهند وباكستان، وتصاعد الحركات الأصولية المعارضة للغرب والمستخدمة للإرهاب، شارك في جعل الشرق الأوسط منطقة توتر وعنف وتقلب أثناء العقد الثامن من القرن الماضي
لم تتمتع حكومة باربك كارمال بالدعم الدولي في البداية. استهجن وزراء خارجية دول منظمة دول المؤتمر الإسلامي الاحتلال السوفيتي وطالبوا السوفيت بالانسحاب في اجتماع في إسلام أباد في يناير 1980 كما صوتت الجمعية العامة للأمم المتحدة بواقع 104 أصوات مقابل 18 وامتناع 18 عن التصويت لصالح قرار «يستهجن وبشدة» «التدخل المسلح الأخير» في أفغانستان، ودعت إلى «الانسحاب الكامل للقوات الدخيلة» من البلاد.
كان قيام مجلس الأمن بأي عمل حقيقي أمرا مستحيلا لأن الاتحاد السوفيتي كان يملك حق الفيتو، ولكن الجمعية العامة للأمم المتحدة مررت وبشكل متكرر قرارات تعارض الاحتلال السوفيتي.

### الجهاد الأفغاني

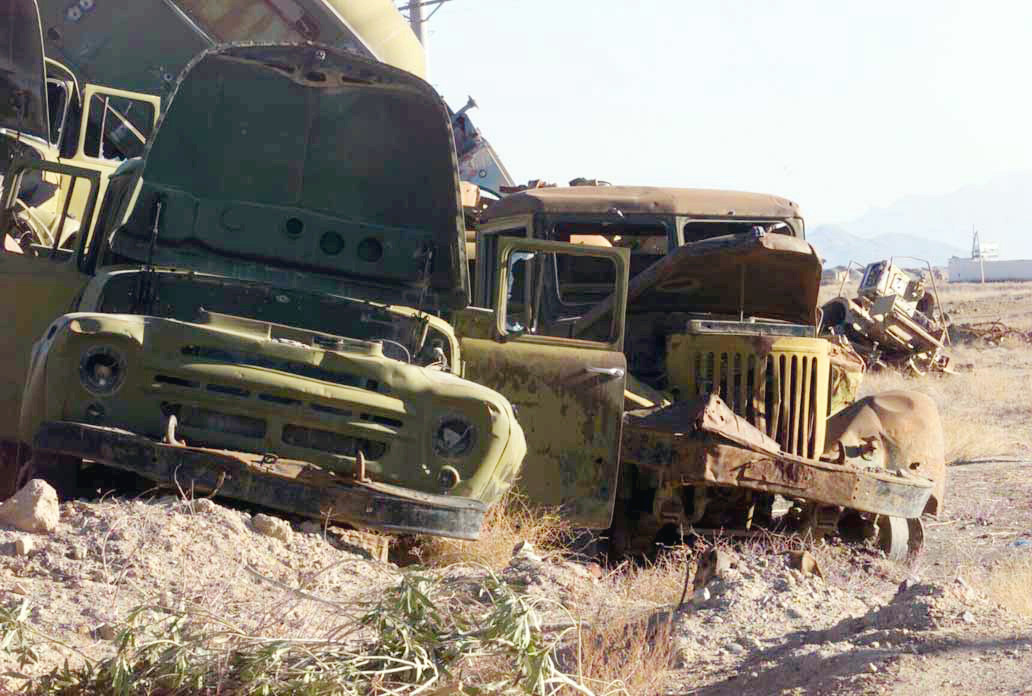
بقايا شاحنة سوفيتية في قندهار، أفغانستان، 2002

بحلول أواسط الثمانيات، كبدت حركة المقاومة الأفغانية المدعومة من قبل كل من الولايات الأمريكية المتحدة، المملكة المتحدة، الصين، السعودية، باكستان ودول أخرى موسكو خسائر عسكرية كبيرة وعلاقات دولية متوترة. وكان المحاربون غير النظاميون الأفغان يتم تسليحهم وتمويلهم وتدريبدهم بشكل رئيسي من قبل الولايات الأمريكية المتحدة والسعودية وباكستان.
وقد كان يتم إرسال سعوديون وخليجيون باستمرار إلى أفغانستان ليشاركون المقاومة كمجاهدين وكان ذلك يتم برضى أمريكي تام.
ومن الجدير بالاهتمام كان التبرع بنظام الصواريخ الأمريكية المضادة للطائرات ستينغر (FIM-92)، الذي رفع حجم الخسائر في القوات الجوية السوفيتية. كما أصبح بإمكان المقاتلين استهداف الطائرات المنطلقة من والتي تحط في القواعد الجوية.

## ما بعد الحرب

### إضعاف الاتحاد السوفيتي
وفقًا للباحثين رافائيل روفيني وأسيم براكاش ، ساهمت الحرب في سقوط الاتحاد السوفيتي من خلال تقويض صورة الجيش الأحمر على أنه لا يقهر ، وتقويض الشرعية السوفيتية ، وخلق أشكال جديدة من المشاركة السياسية. [ بحاجة لمصدر ] من ناحية أخرى ، لم تكن تكاليف الاتحاد السوفيتي كبيرة بشكل كبير مقارنة بالالتزامات الأخرى.  قدرت وكالة المخابرات المركزية في عام 1987 أن التكاليف بلغت حوالي 2.5 في المائة من الإنفاق العسكري السوفيتي سنويًا.  تم اتخاذ قرار الانسحاب بناءً على عدد من العوامل السياسية.  دراسات حول تفكك الاتحاد السوفيتي من قبل المؤرخين ستيفن كوتكينوفلاديسلاف زوبوك يحددان بشكل أساسي الأسباب الداخلية للانهيار ويذكران حرب أفغانستان فقط بشكل عابر.
خلقت الحرب انقسامًا بين الحزب والجيش في الاتحاد السوفيتي ، حيث أصبحت فعالية استخدام الجيش السوفيتي للحفاظ على المصالح الخارجية للاتحاد السوفيتي موضع شك. في الجمهوريات غير الروسية ، شجعت هزيمة الجيش المهتمين بالاستقلال. بدأ بعض القادة الروس في الشك في القدرة على إخماد المقاومة ضد السوفيت عسكريا (كما حدث في تشيكوسلوفاكيا عام 1968 ، والمجر عام 1956 ، وألمانيا الشرقية عام 1953 .). نظرًا لأن الحرب كان يُنظر إليها على أنها «حرب سوفيتية خاضها غير السوفيت ضد الأفغان» ، فقد قوضت خارج الاتحاد السوفيتي شرعية الاتحاد السوفيتي كاتحاد سياسي عابر للقوميات. خلقت الحرب أشكالًا جديدة من المشاركة السياسية ، على شكل منظمات مدنية جديدة للمحاربين القدامى ( Afgantsy ) ، مما أضعف الهيمنة السياسية للحزب الشيوعي. كما بدأ التحول في الصحافة والإعلام ، والذي استمر تحت جلاسنوست .

### حرب اهلية
المقالات الرئيسية: الحرب الأهلية الأفغانية (1989-1992) و الصراع في أفغانستان (1978 إلى الوقت الحاضر)
دبابتان سوفيتيتان من طراز T-55 تركهما الجيش السوفيتي أثناء انسحابهما صدأتان في حقل بالقرب من مطار باغرام ، في عام 2002
لم تنته الحرب بانسحاب الجيش السوفيتي. غادر الاتحاد السوفيتي أفغانستان في وقت متأخر من الشتاء ، مع إشارات بالذعر بين المسؤولين في كابول. كان المجاهدون الأفغان مستعدين لمهاجمة البلدات والمدن الإقليمية وفي نهاية المطاف كابول ، إذا لزم الأمر. الأمين العام محمد نجيب اللهعلى الرغم من فشل حكومة أفغانستان في كسب التأييد الشعبي أو الإقليم أو الاعتراف الدولي ، فقد تمكنت من البقاء في السلطة حتى عام 1992. ومن المفارقات ، أنه حتى معنويات الجيش الأفغاني بسبب انشقاقات كبار ضباطه ، حقق الجيش الأفغاني مستوى من الأداء لم يسبق له مثيل. وصلت تحت الوصاية السوفيتية المباشرة. لقد وصلت كابول إلى حالة من الجمود كشفت عن ضعف المجاهدين ، سياسيًا وعسكريًا. لكن لما يقرب من ثلاث سنوات ، بينما نجحت حكومة نجيب الله في الدفاع عن نفسها ضد هجمات المجاهدين ، طورت الفصائل داخل الحكومة أيضًا علاقات مع خصومها.
اقترح الزعيم السوفيتي ميخائيل جورباتشوف في عام 1989 خطة سلام بالتعاون مع زعيم أفغانستان ، محمد نجيب الله ، للقطع المشترك للمساعدات السوفيتية والأمريكية للحكومة والمقاتلين على التوالي ، من أجل التوصل إلى وقف إطلاق النار ومفاوضات السلام.  سعى نجيب الله إلى التعاون الأمريكي في تحقيق حل سياسي.  لكن الإدارة المنتخبة حديثًا لجورج إتش دبليو بوش رفضت الخطة ، متوقعة أن تكسب الحرب من خلال المعركة. مباشرة بعد الانسحاب السوفيتي ، هاجم المجاهدون مدينة جلال آباد الشرقية في مخطط حرض عليه حامد جول من باكستان.الاستخبارات بين الخدمات (ISI).  توقع كل من الأمريكيين والباكستانيين أن يسقط جلال أباد سريعًا في أيدي رجال العصابات ويؤدي إلى هجوم نهائي منتصر في كابول.  أثبت الجيش الأفغاني قدرته بدون القوات السوفيتية حيث تمكن من كبح هجوم المجاهدين ، مما أدى إلى هزيمة كبيرة للمجاهدين.
أعطى الانتصار في جلال أباد ثقة حكومة نجيب الله في قدرتها على تحقيق حل سياسي ، وتحديداً حل يضم شيوعيين سابقين ومعتدلين من المعارضة.  جنبًا إلى جنب مع الحكومتين الأفغانية والسوفيتية ، قالت الصين علنًا إنها تدعم إنشاء حكومة «ذات قاعدة عريضة» ، كما تدعم إيران أيضًا حلًا سلميًا تفاوضيًا - فكل من الصين وإيران من الدول التي تدعم حرب العصابات. لكن الولايات المتحدة وباكستان ما زالا ملتزمتين بالحل العسكري. بالإضافة إلى ذلك ، يمكن للحكومة الأفغانية أن تدعي أن قصف جلال أباد ، الذي أودى بحياة الآلاف من المدنيين وتضرر جزء كبير من المدينة ، كان هو العقل المدبر من قبل الولايات المتحدة وباكستان ، باستخدام الأسلحة الأمريكية.
في كانون الأول (ديسمبر) 1990 ، اقتربت الولايات المتحدة والاتحاد السوفيتي من التوصل إلى اتفاق لإنهاء إمدادات الأسلحة إلى الجانبين في الحرب الأهلية ، لكن لم يتم الاتفاق على موعد.  بعد عامين من الانسحاب السوفيتي ، استحوذ رجال حرب العصابات على عاصمة مقاطعة واحدة فقط ، وهي تارينكوت ، وتم ترتيب استسلامها من قبل زعماء القبائل المحلية.  ومع ذلك ، في مارس 1991 ،  تمكن رجال حرب العصابات من الفوز على مدينة لأول مرة: خوست ، والتي كانت تُلقب بـ «روسيا الصغيرة» بسبب الدعم الكبير للمدينة من المسؤولين الشيوعيين المحليين. لكن المقاتلين لم يتمكنوا من هزيمة الجيش الأفغاني بالكامل كما توقعت الولايات المتحدة وباكستان ، ولا يمكن لحكومة نجيب الله أن تنتصر في ساحة المعركة.  انتهى هذا الوضع في أعقاب انقلاب أغسطس 1991 في الاتحاد السوفيتي  - وفقًا للدعاية الروسية أندري كارولوف ، كان الدافع الرئيسي لفقدان نجيب الله للسلطة هو رفض روسيا بيع منتجات النفط إلى أفغانستان في عام 1992 لأسباب سياسية (الجديد) لم ترغب حكومة بوريس يلتسين في دعم الشيوعيين السابقين) ، الأمر الذي أدى فعليًا إلى فرض حظر. [ بحاجة لمصدر ] انشقاق اللواء عبد الرشيد دوستموميليشياته الأوزبكية ، في مارس 1992 ، قوضت سيطرة نجيب الله على الدولة. [ بحاجة لمصدر ] في أبريل ، سقط نجيب الله وحكومته الشيوعية في يد المجاهدين ، الذين استبدلوا نجيب الله بمجلس حكم جديد للبلاد.
استمرت الحرب الأهلية عندما فشل المجاهدون السابقون ، الذين لم يكونوا تحت قيادة موحدة خلال الفترة من 1979 إلى 1992 ، في تشكيل حكومة وحدة عاملة في عام 1992. استمرت الحرب الأهلية وفقد حوالي 400 ألف مدني أفغاني أرواحهم في التسعينيات. ، مما أدى في النهاية إلى حكم طالبان .
انخفض إنتاج الحبوب بمعدل 3.5 ٪ سنويًا بين عامي 1978 و 1990 بسبب القتال المستمر وعدم الاستقرار في المناطق الريفية والجفاف الطويل وتدهور البنية التحتية.  كما ساهمت الجهود السوفيتية لتعطيل الإنتاج في المناطق التي يسيطر عليها المتمردون في هذا الانخفاض. أثناء انسحاب القوات السوفيتية ، تم إغلاق حقول الغاز الطبيعي في أفغانستان لمنع التخريب. [ بحاجة لمصدر ] أعاقت الصراعات الداخلية وتعطل العلاقات التجارية التقليدية بعد تفكك الاتحاد السوفيتي استعادة إنتاج الغاز .

### الجهاد الدولي
أعادت الاستراتيجية السوفيتية المتمثلة في «التخريب» البلاد إلى العصور المظلمة ، مما مهد الطريق لتطرف الناجين (الذين انضم الكثير منهم إلى حركة طالبان سيئة السمعة الآن) والتي ستتحقق في العقد الذي أعقب رحيل السوفيت في عام 1988. صموئيل توتن وبول بارتروب 
بعد الانسحاب السوفيتي ، واصل بعض المتطوعين الأجانب (بمن فيهم تنظيم القاعدة بزعامة أسامة بن لادن ) [ 397  واللاجئين الأفغان الشباب ، مواصلة الجهاد العنيف في أفغانستان وباكستان والخارج. وأصبح بعض آلاف الأفغان العرب الذين غادروا أفغانستان «قادة مؤهلين ومنظرين دينيين وقادة عسكريين» لعبوا «أدوارًا حيوية» كمتمردين في أماكن مثل الجزائر ومصر والبوسنة والشيشان.  تلقى عشرات الآلاف من الأطفال الأفغان اللاجئين في باكستان تعليمهم في المدارس الدينية«بروح المحافظة والصرامة الدينية» ، واستمر لملء رتب وقيادة طالبان في أفغانستان وسباح الصحابة في باكستان.  جسدت الجماعات أنواعًا جديدة من الإسلام السياسي - «السلفية الجهادية» بين المتطوعين الأجانب ،  والجهاد الديوبندي «الهجين» بين المتعلمين في المدارس.
قال الأمين العام لأفغانستان نجيب الله ، قبل الإطاحة به من قبل المجاهدين في عام 1992 ، لأكاديمي أمريكي زائر أن «أفغانستان في أيدي المتطرفين ستكون مركزًا لعدم الاستقرار». وزُعم أنه كان من الممكن تجنب الفوضى لو كانت إدارة بوش مستعدة لدعم مقترحات نجيب الله والسوفيت بتشكيل حكومة ائتلافية مع المقاتلين ، بدلاً من حل عسكري شامل. وقال نجيب الله لصحيفة إنترناشونال هيرالد تريبيون «إذا جاءت الأصولية في أفغانستان ، فإن الحرب ستستمر لسنوات عديدة. وستتحول أفغانستان إلى مركز للإرهاب».
قامت القوات الأمريكية في عام 2011 بمسح ممر سالانج أثناء الحرب في أفغانستان ، وهو الطريق الذي استخدمته القوات السوفيتية خلال الغزو قبل 32 عامًا
ذهب ما يصل إلى 35000 مقاتل مسلم غير أفغاني إلى أفغانستان بين عامي 1982 و 1992.  جاء الآلاف غيرهم ولم يقاتلوا لكنهم التحقوا بمدارس مع «مقاتلين سابقين ومستقبليين».  كان لهؤلاء «الأفغان العرب» تأثير هامشي على الجهاد ضد السوفيت ، لكن تأثيرهم أكبر بكثير بعد مغادرة السوفيت وفي بلدان أخرى. (بعد مغادرة السوفيت ، استمر التدريب وجاء «عشرات الآلاف» من «حوالي 40 دولة» للاستعداد للتمرد المسلح «لإعادة النضال إلى الوطن»
كان الرجل الذي لعب دورًا أساسيًا ليس فقط في حشد الدعم الدولي ولكن أيضًا في إلهام هؤلاء المتطوعين للسفر إلى أفغانستان من أجل الجهاد ، رجل دين من جماعة الإخوان المسلمين الفلسطينية ، عبد الله عزام . قام بجولة في العالم الإسلامي والولايات المتحدة ، ألهم الشباب المسلمين بقصص الأعمال المعجزة ، مثل المجاهدين الذين هزموا أعدادًا كبيرة من القوات السوفيتية بمفردهم تقريبًا ، وركوب الملائكة في المعركة على ظهور الخيل ، وسقوط القنابل التي اعترضتها الطيور.
عندما عاد إلى معسكرات المتطوعين ومراكز التدريب التي ساعد في إنشائها حول بيشاور ، باكستان ، مارس عزام "تأثيرًا قويًا".  دعا إلى أهمية الجهاد: "من يؤمن بأن الإسلام يمكن أن يزدهر وينتصر بدون جهاد والقتال والدم مخدوعون ولا يفهمون طبيعة هذا الدين".  عدم المساومة: "الجهاد والبندقية وحده .. لا مفاوضات ولا مؤتمرات ولا حوار".  وأن أفغانستان كانت البداية فقط: سيظل الجهاد "واجبًا فرديًا" على المسلمين حتى جميع الأراضي الإسلامية الأخرى - فلسطين ، بخارى ، لبنان ، تشاد ،، الصومال ، الفلبين ، بورما ، جنوب اليمن ، طشقند ، الأندلس "- أعيد احتلالها.
كما أثر المتطوعون على بعضهم البعض. نتجت العديد من الأفكار الدينية - السياسية «غير المتوقعة» عن «التلقيح المتبادل» خلال «التجمع الكبير» للإسلاميين من عشرات الدول في المعسكرات ومراكز التدريب.  أحدها على وجه الخصوص كان «نوعًا من الأيديولوجية الإسلامية القائمة على الكفاح المسلح والحيوية الدينية المتطرفة» ، والمعروفة باسم السلفية الجهادية .
عندما سقط الاتحاد السوفيتي بعد وقت قصير من انسحابه من أفغانستان ، كان المتطوعون «مبتهجين» ،  معتقدين - على حد تعبير أسامة بن لادن - أن الفضل في «تفكك الاتحاد السوفيتي ... يعود إلى الله و المجاهدون في أفغانستان ... لم يكن للولايات المتحدة دور يذكر»،  (على الرغم من المشاكل الاقتصادية السوفيتية ومساعدة الولايات المتحدة للمجاهدين). لقد سعوا بشغف إلى تكرار جهادهم في بلدان أخرى.
ثلاث دول من هذا القبيل هي البوسنة والجزائر ومصر . في البوسنة ، قاتل العرب الأفغان السلفيون الجهاديون ضد الميليشيات الصربية البوسنية والكرواتية ، لكنهم فشلوا في إقامة دولة سلفية. عاد آلاف المتطوعين في الجزائر ومصر وقاتلوا لكنهم كانوا أقل نجاحًا.  في الجزائر ، ساعد الجهادي السلفي في قيادة الجماعة الإسلامية المسلحة والقتال من أجلها ، حيث قتل عمداً آلاف المدنيين.  في مصر قتلت الجماعة الإسلامية أكثر من ألف شخص بين عامي 1990 و 1997 لكنها فشلت أيضًا في قلب نظام الحكم.

#### انتشار التطرف في باكستان
مزيد من المعلومات: الطائفية في باكستان ، التمرد في خيبر بختونخوا ، الضربات الجوية الباكستانية في أفغانستان ، والمناوشات الحدودية بين أفغانستان وباكستان
من بين ما يقرب من ثلاثة ملايين لاجئ أفغاني في باكستان ، تلقى آلاف الأطفال تعليمهم في مدارس داخلية بمدرسة دينية تمولها مساعدات من الولايات المتحدة ودول الخليج. منذ أن تم توزيع تلك المساعدات وفقًا للمعايير الأيديولوجية الإسلامية المحافظة للرئيس الباكستاني محمد ضياء الحق والمملكة العربية السعودية (وتجاهل التقاليد الأفغانية الأصلية) ، كانت المدارس جزءًا من شبكات الحزب الإسلامي المفضل وباكستان. ديوباندي .  قدمت إيران مساعدة مماثلة للجماعات الإسلامية الشيعية وفرضت عقوبات على الأفغان القوميين الشيعة المعتدلين.
تم عزل طلاب المدارس الدينية عن العائلات والتقاليد المحلية ، حيث «تم تعليمهم لوضع العقائد الديوبندية موضع التنفيذ من خلال طاعة الفتاوى الصادرة في المدارس الدينية بروح المحافظة والصرامة الدينية». عندما بلغ الطلاب الأفغان سن الرشد ، شكلوا «الدعامة الأساسية» لطالبان في أفغانستان وجماعة Sipah-e-Sahaba السنية الإرهابية المناهضة للشيعة في باكستان. ولكن على عكس حركة Deobandi اللاعنفية التقليدية ، فقد احتضنت هذه «الحركة الهجينة» عنف الجهاد ، وعلى عكس إسلاميي الحزب الإسلامي ، لم يكونوا مهتمين بـ «أسلمة حداثة» المعرفة الغربية أو المعرفة الغربية على الإطلاق. يُعتقد أن ثقافة التطهير الديني والطاعة المطلقة للقادة وعدم الاهتمام بأي شيء آخر تفسر استعداد جنود الحزب الإسلامي المدربين لقصف كابول بالمدفعية وقتل الآلاف من المدنيين ، وطمأن قائدهم بأن المدنيين الذين قتلوا «سيكافأون» في الجنة إذا كانوا «مسلمين صالحين».  من 2008 إلى 2014 قتل «آلاف الشيعة» على يد متطرفين سنة ، بحسب هيومن رايتس ووتش .

#### «انتكاسة» للولايات المتحدة
مزيد من المعلومات: مزاعم مساعدة وكالة المخابرات المركزية لأسامة بن لادن والحرب في أفغانستان (2001-2021)
انتكاسة ، أو عواقب غير مقصودة لتمويل المجاهدين ، قيل أنها جاءت إلى الولايات المتحدة في تفجير مركز التجارة العالمي عام 1993 وهجمات 11 سبتمبر .  في تفجير عام 1993 ، كان جميع المشاركين في القصف «إما خدموا في أفغانستان أو كانوا مرتبطين بجهاز جمع الأموال للجهاد الأفغاني ومقره بروكلين» والذي تم الكشف عنه لاحقًا «على أنه عضو في القاعدة . المقر الفعلي للولايات المتحدة».  المسؤولون في هجوم 2001- أسامة بن لادن وخالد شيخ محمد - كلاهما قاتل في أفغانستان ، وكان بن لادن ملازمًا لعبد الله عزام. وعادت جماعته ، القاعدة ، إلى أفغانستان للاحتماء مع طالبان بعد طردها من السودان.  هجوم 11 سبتمبر / أيلول ، قصفت القاعدة سفارتين أمريكيتين في إفريقيا عام 1998 ، وكادت أن تغرق المدمرة الأمريكية كول في اليمن عام 2000. من أي وقت مضى تم تأسيس الشركات التابعة.

## مواضيع متعلقة
- أحمد شاه مسعود
- برهان الدين رباني
- الحرب الأهلية الأفغانية
- أسامة بن لادن
- فتيان الزنك

## وصلات خارجية
- الاحتفال عام 1979 بذكرى ثورة/انقلاب ثور/أبريل، يبدأ بمؤتمر مغلق وينتهي بعرض عسكري للجيش السوفيتي في قلب كابول. فيديو 10 دقائق، من اصل 35 ملم مُظهّر